# NGC 6576
NGC 6576 is een spiraalvormig sterrenstelsel in het sterrenbeeld Hercules. Het hemelobject werd op 7 augustus 1864 ontdekt door de Duitse astronoom Albert Marth.

## Synoniemen
- ZWG 142.14
- NPM1G +21.0541
- PGC 61530